# Джеймс Мілнер
Джеймс Філіп Мі́лнер (англ. James Philip Milner, нар. 4 січня 1986, Лідс, Англія) — англійський футболіст, фланговий півзахисник збірної Англії та клубу «Брайтон».

## Клубна кар'єра
Вихованець футбольної школи клубу «Лідс Юнайтед». Дорослу футбольну кар'єру розпочав у 16-річному віці 2002 року в основній команді того ж клубу, в якій провів загалом два сезони, взявши участь у 48 матчах чемпіонату. 2003 року провів декілька матчів у складі нижчолігового «Свіндон Таун», де виступав на умовах оренди.
2004 року перейшов до «Ньюкасл Юнайтед», досить регулярно виходив на поле у складі основної команди клубу, однак невдовзі після початку сезону 2005-06 був відправлений в оренду до «Астон Вілли», де відіграв решту сезону англійської першості. Після повернення з оренди провів у «Ньюкаслі» ще два сезони, після чого влітку 2008 року перейшов до «Астон Вілли», вже на умовах повноцінного контракту.
17 серпня 2010 року перейшов до «Манчестер Сіті» 2010 року за 24 млн фунтів. Дебютував за «Сіті» 23 серпня того ж року у переможній грі проти «Ліверпуля» (3:0). Перший гол в АПЛ за нову команду забив лише у наступному сезоні 24 вересня 2011 року у ворота «Евертона». За п'ять сезонів у футболці встиг відіграти за команду з Манчестера 203 матчі у всіх турнірах, в яких відзначився 13-ма забитими м'ячами. За цей час здобув 5 трофеїв, у тому числі два чемпіонських титули АПЛ.
4 червня 2015 року на правах вільного агента приєднався до «Ліверпуля». Дебютував у в АПЛ складі мерсисайдців 9 серпня 2015 року у виїзній грі проти «Сток Сіті», а першим м'ячем відзначився 26 вересня того ж року, забивши гол «Астон Віллі», за яку раніше виступав упродовж трьох сезонів. За вісім років у складі «Ліверпуля» виграв із командою фактично усі турніри, в яких «червоні» брали участь. Виключенням стоїть програний «Севільї» фінал Ліги Європи у 2016 році. 
Після сезону 2022/23 Мілнер посідає третє місце в історії АПЛ за зіграними матчами (619). Попереду лише Гарет Баррі (653) та Раян Гіггз (632).
14 червня 2023 року після восьми років кар'єри у «Ліверпулі» підписав контракт із «Брайтоном». Угода розрахована на один рік із можливістю продовження ще на один сезон. 
2 січня 2024 року матч Прем'єр-ліги проти «Вест Гем Юнайтед» став для Мілнера 632-м за час виступів у турнірі. Так чином, він зрівнявся з другим за кількістю матчів гравцем в історії АПЛ Раяном Гіггзом. 22 січня вийшов в стартовому складі проти «Вулвергемптона» і цей матч став 633-м для нього в АПЛ. Він вийшов на чисте друге місце за кількістю матчів в Прем'єр-лізі, обійшовши Гіггза.

## Виступи за збірні
Протягом 2004—2009 років залучався до складу молодіжної збірної Англії. На молодіжному рівні зіграв у 46 офіційних матчах, забив 9 голів.
12 серпня 2009 року дебютував в офіційних матчах у складі національної збірної Англії. Суперником британців у товариській грі була збірна Нідерландів. У цій грі став автором гольового пасу на Джермейна Дефо, який зрівняв рахунок у зустрічі (2:2). Єдиний м'яч за національну команду забив 7 вересня 2012 року у ворота збірної Молдови
У складі збірної був учасником чемпіонатів світу 2010 - в ПАР та 2014 - в Бразилії. Також двічі зіграв на ЄВРО: у 2012-му році - в Польщі та Україні і в 2016-му - у Франції. Загалом провів за збірну Англії 61 матч та відзначився одним забитим м'ячем.

## Статистика виступів

### Статистика клубних виступів
| Сезон                       | Команда                     | Чемпіонат                   | Чемпіонат | Чемпіонат | Національний кубок | Національний кубок | Національний кубок | Континентальні кубки | Континентальні кубки | Континентальні кубки | Інші змагання | Інші змагання | Інші змагання | Усього | Усього |
| Сезон                       | Команда                     | Ліга                        | Ігор      | Голів     | Ліга               | Ігор               | Голів              | Ліга                 | Ігор                 | Голів                | Ліга          | Ігор          | Голів         | Ігор   | Голів  |
| --------------------------- | --------------------------- | --------------------------- | --------- | --------- | ------------------ | ------------------ | ------------------ | -------------------- | -------------------- | -------------------- | ------------- | ------------- | ------------- | ------ | ------ |
| 2002–03                     | «Лідс Юнайтед»              | ПЛ                          | 18        | 2         | КА+КЛ              | 4+0                | 0                  | -                    | -                    | -                    | -             | -             | -             | 22     | 2      |
| вер.-жов. 2003              | «Свіндон Таун»              | 2ФЛ                         | 6         | 2         | КА+КЛ              | 0                  | 0                  | -                    | -                    | -                    | -             | -             | -             | 6      | 2      |
| 2003–04                     | «Лідс Юнайтед»              | ПЛ                          | 30        | 3         | КА+КЛ              | 1+1                | 0                  | -                    | -                    | -                    | -             | -             | -             | 32     | 3      |
| Усього за «Лідс Юнайтед»    | Усього за «Лідс Юнайтед»    | Усього за «Лідс Юнайтед»    | 48        | 5         |                    | 6                  | 0                  |                      | -                    | -                    |               | -             | -             | 54     | 5      |
| 2004–05                     | «Ньюкасл Юнайтед»           | ПЛ                          | 25        | 1         | КА+КЛ              | 4+1                | 0+0                | КУЄФА                | 14                   | 1                    | -             | -             | -             | 44     | 2      |
| чер.-сер. 2005              | «Ньюкасл Юнайтед»           | ПЛ                          | 3         | 0         | КА+КЛ              | 0                  | 0                  | КУЄФА                | 4                    | 2                    | -             | -             | -             | 7      | 2      |
| 2005–06                     | «Астон Вілла»               | ПЛ                          | 27        | 1         | КА+КЛ              | 3+3                | 0+2                | -                    | -                    | -                    | -             | -             | -             | 33     | 3      |
| 2006–07                     | «Ньюкасл Юнайтед»           | ПЛ                          | 35        | 3         | КА+КЛ              | 2+3                | 1+0                | КУЄФА                | 13                   | 0                    | -             | -             | -             | 53     | 4      |
| 2007–08                     | «Ньюкасл Юнайтед»           | ПЛ                          | 29        | 2         | КА+КЛ              | 2+1                | 1+0                | -                    | -                    | -                    | -             | -             | -             | 32     | 3      |
| чер.-сер. 2008              | «Ньюкасл Юнайтед»           | ПЛ                          | 2         | 0         | КА+КЛ              | 0+1                | 0+1                | -                    | -                    | -                    | -             | -             | -             | 3      | 1      |
| Усього за «Ньюкасл Юнайтед» | Усього за «Ньюкасл Юнайтед» | Усього за «Ньюкасл Юнайтед» | 94        | 6         |                    | 14                 | 3                  |                      | 31                   | 3                    |               | -             | -             | 139    | 12     |
| 2008–09                     | «Астон Вілла»               | ПЛ                          | 36        | 3         | КА+КЛ              | 3+3                | 0                  | КУЄФА                | 4                    | 0                    | -             | -             | -             | 46     | 3      |
| 2009–10                     | «Астон Вілла»               | ПЛ                          | 36        | 7         | КА+КЛ              | 5+6                | 0+4                | ЛЄ                   | 2                    | 1                    | -             | -             | -             | 49     | 12     |
| чер.-сер. 2010              | «Астон Вілла»               | ПЛ                          | 1         | 1         | КА+КЛ              | 0                  | 0                  | ЛЄ                   | 0                    | 0                    | -             | -             | -             | 1      | 1      |
| Усього за «Астон Вілла»     | Усього за «Астон Вілла»     | Усього за «Астон Вілла»     | 100       | 12        |                    | 23                 | 6                  |                      | 6                    | 1                    |               | -             | -             | 129    | 19     |
| 2010–11                     | «Манчестер Сіті»            | ПЛ                          | 32        | 0         | КА+КЛ              | 3+1                | 1+0                | ЛЄ                   | 5                    | 0                    | -             | 1             | 0             | 42     | 1      |
| 2011–12                     | «Манчестер Сіті»            | ПЛ                          | 26        | 3         | КА+КЛ              | 1+3                | 0+0                | ЛЧ+ЛЄ                | 4+2                  | 0+0                  | -             | 1             | 0             | 37     | 3      |
| 2012-13                     | «Манчестер Сіті»            | ПЛ                          | 26        | 4         | КА+КЛ              | 6+1                | 0+0                | ЛЧ                   | 2                    | 0                    | -             | -             | -             | 35     | 4      |
| 2013-14                     | «Манчестер Сіті»            | ПЛ                          | 31        | 1         | КА+КЛ              | 4+3                | 0+0                | ЛЧ                   | 6                    | 1                    | -             | 1             | 0             | 45     | 2      |
| 2014-15                     | «Манчестер Сіті»            | ПЛ                          | 32        | 5         | КА+КЛ              | 2+2                | 2+0                | ЛЧ                   | 8                    | 1                    | -             | -             | -             | 44     | 8      |
| Усього за «Манчестер Сіті»  | Усього за «Манчестер Сіті»  | Усього за «Манчестер Сіті»  | 147       | 13        |                    | 26                 | 3                  |                      | 27                   | 2                    | -             | 3             | 0             | 203    | 18     |
| 2015-16                     | «Ліверпуль»                 | ПЛ                          | 28        | 5         | КА+КЛ              | 1+4                | 0+0                | ЛЄ                   | 12                   | 2                    | -             | -             | -             | 45     | 7      |
| 2016-17                     | «Ліверпуль»                 | ПЛ                          | 36        | 7         | КА+КЛ              | 0+4                | 0+0                | -                    | -                    | -                    | -             | -             | -             | 40     | 7      |
| 2017-18                     | «Ліверпуль»                 | ПЛ                          | 32        | 0         | КА+КЛ              | 2+0                | 1+0                | ЛЧ                   | 13                   | 0                    | -             | -             | -             | 47     | 1      |
| 2018-19                     | «Ліверпуль»                 | ПЛ                          | 31        | 5         | КА+КЛ              | 1+1                | 0+0                | ЛЧ                   | 12                   | 2                    | -             | -             | -             | 45     | 7      |
| 2019-20                     | «Ліверпуль»                 | ПЛ                          | 22        | 2         | КА+КЛ              | 2+2                | 0+2                | ЛЧ                   | 8                    | 0                    | -             | 2             | 0             | 36     | 4      |
| 2020-21                     | «Ліверпуль»                 | ПЛ                          | 26        | 0         | КА+КЛ              | 2+1                | 0+0                | ЛЧ                   | 6                    | 0                    | -             | -             | -             | 35     | 0      |
| 2021-22                     | «Ліверпуль»                 | ПЛ                          | 24        | 0         | КА+КЛ              | 3+4                | 0+0                | ЛЧ                   | 8                    | 0                    | -             | 1             | 0             | 40     | 0      |
| 2022-23                     | «Ліверпуль»                 | ПЛ                          | 31        | 0         | КА+КЛ              | 2+1                | 0+0                | ЛЧ                   | 8                    | 0                    | -             | -             | -             | 42     | 0      |
| Усього за «Ліверпуль»       | Усього за «Ліверпуль»       | Усього за «Ліверпуль»       | 230       | 19        |                    | 30                 | 3                  |                      | 67                   | 4                    |               | 3             | 0             | 330    | 26     |
| Усього за кар'єру           | Усього за кар'єру           | Усього за кар'єру           | 625       | 38        |                    | 99                 | 15                 |                      | 131                  | 8                    |               | 6             | 0             | 861    | 82     |

## Досягнення
- Чемпіон Англії:

«Манчестер Сіті»: 2011-12, 2013-14
«Ліверпуль»: 2019-20
- Володар кубка Англії:

«Манчестер Сіті»: 2010-11
«Ліверпуль»: 2021-22
- Володар Кубка ліги:

«Манчестер Сіті»: 2013-14
«Ліверпуль»: 2021-22
- Володар Суперкубка Англії:

«Манчестер Сіті»: 2012
«Ліверпуль»: 2022
- Переможець Ліги чемпіонів:

«Ліверпуль»: 2018-19
- Володар Суперкубка УЄФА:

«Ліверпуль»: 2019
- Чемпіон світу серед клубів:

«Ліверпуль»: 2019